# Калужка област
Калужка област е субект на Руската федерация, влизаща в състава на Централния федерален окръг. Площ 29 777 km2 (65-о място по големина в Руската Федерация, 0,17% от нейната площ). Население през 2018 г. 1 012 156 души (53-то място в Руската Федерация, 0,69% от цялото население). Административен център град Калуга. Разстояние от Москва до Калуга 188 km.

## Историческа справка
Калужка област е образувана на 5 юли 1944 г. с Указ на Върховния Съвет на СССР за сметка на части от Смоленска, Орловска и Тулска области.

## Географска характеристика
Областта попада в централната част на Европейска Русия. На северозапад граничи със Смоленска област, на север и североизток – с Московска област и град Москва, на изток – с Тулска област, на югоизток – с Орловска област и на югозапад – с Брянска област. В тези си граници заема площ от 29 777 km2 (65-о място по големина в Руската Федерация, 0,17% от нейната площ).
Калужка област е разположена в централната част на Източноевропейската равнина. Повърхността ѝ представлява хълмиста, на места плоска равнина, гъсто разчленена от долините на реките и суходолия. На запад и северозапад в нейните предели попадат части от Смоленско-Московското възвишение изградено от ниски моренни хълмове, а централните и източните части са заети от Средноруското възвишение, което представлява ерозионна равнина. Максималната надморска височина на областта е 270 – 280 m.
Климатът на областта е умереноконтиненталан и се характеризира с умерено топло и влажно лято и умерено студена зима с устойчива снежна покривка. Средна юлска температура от 17,5 до 18,5 °C, средна януарска – от -9 до -10,3 °C. Годишна сума на валежите 550 – 650 mm, като количеството им намалява на югоизток. Около 70% от тях падат от април до октомври. Вегетационен период с минимални денонощни температура над 5 °C е от 177 до 184 денонощия.
В Калужка област има около 2000 реки и потоци (с дължина над 1 km) с обща дължина около 12 хил. km и те принадлежат към два водосборни басейна – на Волга (около 80% от територията на областта) и на Днепър (около 20%). Най-голямата река в областта е Ока (десен приток на Волга) с притоците си Жиздра, Угра и Протва. Към водосборния басейн на Днепър принадлежат реките Снопот и Болва (леви притоци на Десна, ляв приток на Днепър), протичащи в западната част на областта. Всичките реки в региона имат равнинен характер, малък наклон и спокойно течение. Имат смесено подхранване с преобладаване на снежното. Речният им режим се характерицзра с високо пролетно пълноводие, лятно-есенно маловодие, прекъсвано от епизодични прииждания в резултат на поройни дъждове и ясно изразено зимно маловодие. Замръзват през ноември, а се размразяват в края на март или началото на април. В областта има над 1600 естествени и изкуствени езера с обща площ около 50 km2, като само около 190 езера са площ по-голяма от 10 дка. Те са предимно крайречни (старици), основно по долината на река Ока, а също ледникови (в северните и северозападните части) и карстови (на югозапад). Най-големите естествени езера са Бездон (на северозапад) и старицата Тиш (Желоховско езеро) на левия бряг на Ока, но те не превишават 0,3 km2. Изкуствените водоеми в областта значително превишат по площ естествените, като най-голямото е Ломпад (Горно-Людиновско водохранилище) на река Неполот, ляв приток на Болва и има площ от 8,7 km2.
Преобладаващите почви в областта са ливадно средноподзолистите. В централните и източните части са разпространени светлосиви горски почви, а на места се срещат ливадни, ливадно-карбонатни и типични подзолисти почви.
Голяма част от областта попада в подзоната на смесените гори, а централните и източни части – в подзоната на широколистните гори (бреза, осика и др.). Горите заемат около 40% от територията на областта и са разпространени основно на северозапад.

## Население
На 1 януари 2017 г. числеността на населението в областта е 1 011 069 души (53-то място в Руската Федерация, 0,69% от цялото население), от които (74,9%) градско и (25,1%) селско население.
През 1996 година националния състав на населението в областта е бил: руснаци 93,8%, украинци – 2,8%, беларуси – 0,8%, татари и цигани – 0,3%, азербайджанци, мордвинци и евреи – 0,2%, арменци и молдовани – по 0,1%, други националности – 1,2%.

## Административно-териториално деление
В административно-териториално отношение Калужка област се дели на 2 областни градски окръга, 24 муниципални района, 22 града, в т.ч. 2 града с областно подчинение (Калуга и Обнинск), 20 града с районно подчинение и 6 селища от градски тип.
| Административна единица | Площ (km2) | Население (2017 г.) | Административен център | Население (2017 г.) | Разстояние до Калуга (в km) | Други градове и сгт с районно подчинение |
| ----------------------- | ---------- | ------------------- | ---------------------- | ------------------- | --------------------------- | ---------------------------------------- |
| Областни градски окръзи |            |                     |                        |                     |                             |                                          |
| 25. Калуга              | 543        | 358 560             | гр. Калуга             | 341 892             |                             |                                          |
| 26. Обнинск             | 43         | 113 639             | гр. Обнинск            | 113 639             | 74                          |                                          |
| Муниципални райони      |            |                     |                        |                     |                             |                                          |
| 1. Бабинински           | 847        | 18 707              | пос. Бабинино          | 3725                | 45                          | Воротинск                                |
| 2. Барятински           | 1110       | 6101                | с. Барятино            | 2748                | 120                         |                                          |
| 3. Боровски             | 760        | 61 620              | гр. Боровск            | 10 966              | 106                         | гр. Балабаново, гр. Ермолино             |
| 4. Дзержински           | 1336       | 53 266              | гр. Кондрово           | 15 017              | 40                          | Полотняни Завод, Пятовски, Товарково     |
| 5. Думинички            | 1174       | 14 163              | сгт Думиничи           | 5594                | 140                         |                                          |
| 6. Жиздрински           | 1282       | 10 418              | гр. Жиздра             | 5489                | 180                         |                                          |
| 7. Жуковски             | 1268       | 51 924              | гр. Жуков              | 13 251              | 90                          | гр. Белоусово, гр. Кремьонки             |
| 8. Изновсковски         | 1334       | 6809                | с. Износки             | 1877                | 109                         |                                          |
| 9. Кировски             | 1000       | 40 835              | гр. Киров              | 30 839              | 160                         |                                          |
| 10. Козелски            | 1523       | 37 009              | гр. Козелск            | 16 370              | 72                          | гр. Сосенски                             |
| 11. Куйбишевски         | 1243       | 8109                | пос. Бетлица           | 3589                | 220                         |                                          |
| 12. Людиновски          | 955        | 43 056              | гр. Людиново           | 38 846              | 200                         |                                          |
| 13. Малоярославецки     | 1547       | 49 909              | гр. Малоярославец      | 27 791              | 61                          |                                          |
| 14. Медински            | 1148       | 12 785              | гр. Медин              | 8032                | 60                          |                                          |
| 15. Мещовски            | 1238       | 12 891              | гр. Мещовск            | 4037                | 85                          |                                          |
| 16. Мосалски            | 1320       | 8549                | гр. Мосалск            | 4161                | 93                          |                                          |
| 17. Перемишълски        | 1156       | 13 861              | с. Перемишъл           | 3279                | 30                          |                                          |
| 18. Спас-Деменски       | 1369       | 7312                | гр. Спас Деменск       | 4357                | 197                         |                                          |
| 19. Сухинички           | 1233       | 23 519              | гр. Сухиничи           | 15 111              | 105                         |                                          |
| 20. Таруски             | 715        | 15 175              | гр. Таруса             | 9302                | 70                          |                                          |
| 21. Уляновски           | 1656       | 7140                | с. Уляново             | 3022                | 120                         |                                          |
| 22. Ферзиковски         | 1250       | 17 818              | с. Ферзиково           | 4837                | 39                          |                                          |
| 23. Хвастовички         | 1413       | 10 394              | с. Хвастовичи          | 4509                | 180                         |                                          |
| 24. Юхновски            | 1333       | 11 001              | гр. Юхнов              | 6079                | 85                          |                                          |

## Селско стопанство
Отглеждат се фуражни, зърнени храни (пшеница, ечемик, ръж, овес, елда); картофи, зеленчуци и лен. Oтглежда се също едър рогат добитък и птици.
| хиляди хектара | 1044 | 918,9 | 754,3 | 535,1 | 370,7 | 302,1 | 338,4 |